# خيزوب
خَيْزُوب (الاسم العلمي Cylichna) جنس حيوانات بحرية من الرخويات معديات الأرجل وفصيلة الطابيات. أنواعه المعاصرة المعروفة متوسطة العدد منتشرة في معظم بحار العالم. اصدافها صغيرة القد، بيضاء اللون، شبه اسطوانية الشكل ملحوفة بالاردية الفضفاضة.